# Festival international du film d'Istanbul
 (septembre 2024).

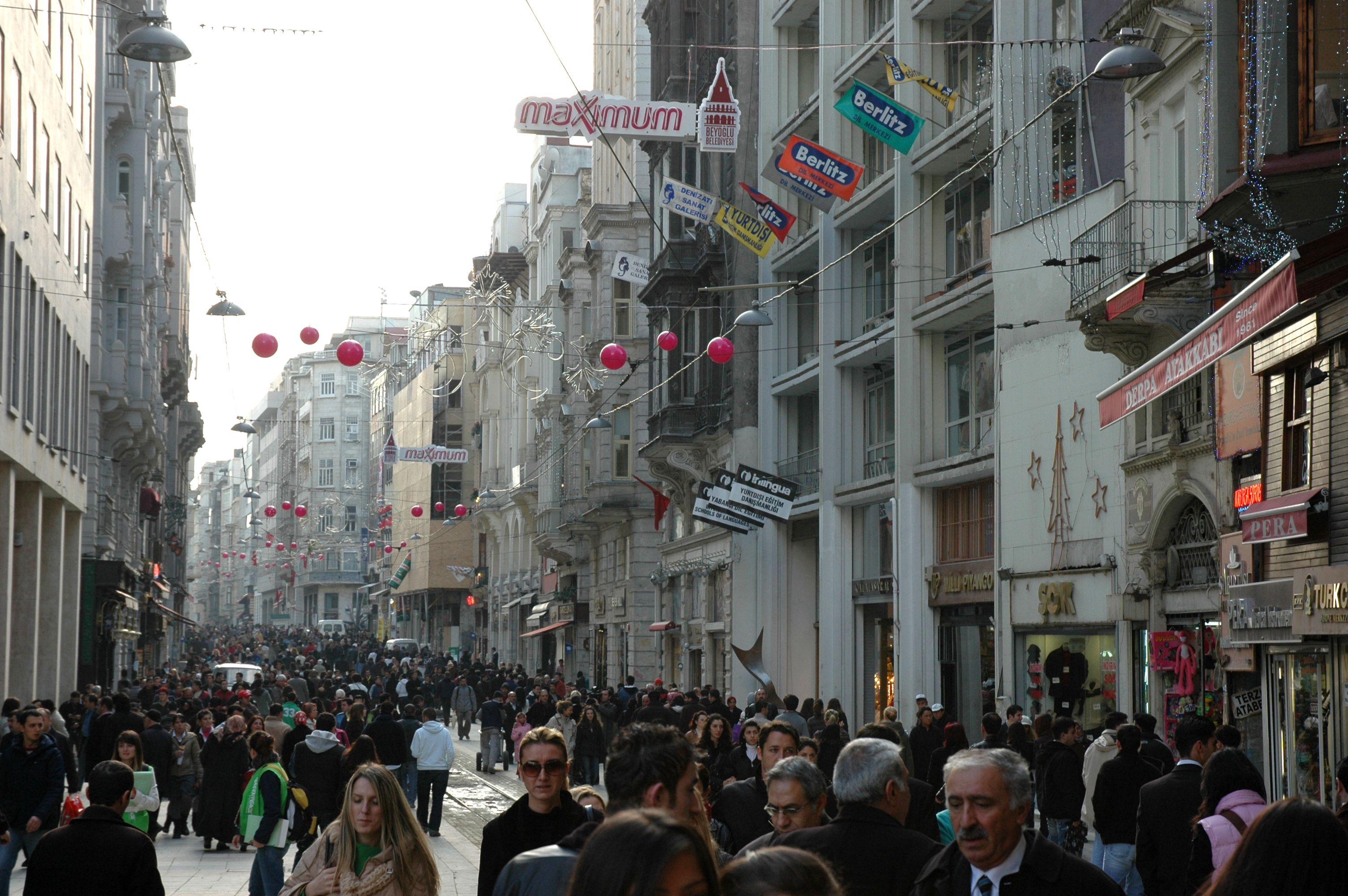
Avinguda d'Istiklâl à Istanbul

Le Festival international du film d'Istanbul (en turc : İstanbul Film Festivali) est un festival de cinéma qui se tient à Istanbul. Créé en 1982, c'est le premier et le plus ancien festival de Turquie. Organisé par l'İKSV (Fondation des arts et de la culture d'Istanbul), il se tient en avril.

## Principaux gagnants

### Compétition internationale (Tulipe d'or)[1]
| Année | Film                                                                              | Réalisateur                       |
| ----- | --------------------------------------------------------------------------------- | --------------------------------- |
| 2024  | Forever-Forever (Назавжди-Назавжди, Nazavzhdy-Nazavzhdy)                          | Anna Buryachkova                  |
| 2023  | Troisième Guerre mondiale (جنگ جهانی سوم, Jang-e jahāni-e sevvom)                 | Houman Seyyedi                    |
| 2022  | Vortex                                                                            | Gaspar Noé                        |
| 2021  | Madalena                                                                          | Madiano Marcheti                  |
| 2020  | Atlantis (Атлантида)                                                              | Valentyn Vassianovytch            |
| 2019  | House of Hummingbird (벌새, Beolsae)                                              | Bora Kim                          |
| 2018  | Western                                                                           | Valeska Grisebach                 |
| 2017  | L'Ornithologue                                                                    | João Pedro Rodrigues              |
| 2016  | Un monstre à mille têtes                                                          | Rodrigo Plá                       |
| 2014  | Blind                                                                             | Eskil Vogt                        |
| 2013  | What Richard Did                                                                  | Lenny Abrahamson                  |
| 2012  | The Loneliest Planet                                                              | Julia Loktev                      |
| 2011  | Microphone                                                                        | Ahmad Abdalla                     |
| 2010  | La Merditude des choses (De helaasheid der dingen)                                | Felix Van Groeningen              |
| 2009  | Tony Manero                                                                       | Pablo Larraín                     |
| 2008  | Yumurta (Egg)                                                                     | Semih Kaplanoğlu                  |
| 2007  | Reprise                                                                           | Joachim Trier                     |
| 2006  | Tournage dans un jardin anglais (A Cock and Bull Story)                           | Michael Winterbottom              |
| 2005  | La Femme de Gilles Café Lumière (珈琲時光, Kōhī Jikō)                             | Frédéric Fonteyne Hou Hsiao-hsien |
| 2004  | Goodbye, Dragon Inn (Bu San)                                                      | Tsai Ming-liang                   |
| 2003  | Tan de repente                                                                    | Diego Lerman                      |
| 2002  | Magonia                                                                           | Ineke Smits                       |
| 2001  | L'Insaisissable (Die Unberührbare)                                                | Oskar Roehler                     |
| 2000  | Nuages de mai (Mayıs Sıkıntısı)                                                   | Nuri Bilge Ceylan                 |
| 1999  | Le Vent en emporte autant (El viento se llevó lo qué)                             | Alejandro Agresti                 |
| 1998  | Le Miroir (آینه, Ayneh)                                                           | Jafar Panahi                      |
| 1997  | Le Roi des masques (Bian Lian)                                                    | Wu Tian-ming                      |
| 1996  | Little Sister (Zusje)                                                             | Robert Jan Westdijk               |
| 1995  | Les Silences du palais (arabe : صمت القصور, Samt el qusur)                        | Moufida Tlatli                    |
| 1994  | The Blue Exile (Mavi Sürgün)                                                      | Erden Kıral                       |
| 1993  | Manila Paloma Blanca                                                              | Daniele Segre                     |
| 1992  | La Vie sur un fil (Bian Zou Bian Chang)                                           | Chen Kaige                        |
| 1991  | Farendj                                                                           | Sabine Prenczina                  |
| 1990  | Pomegranate and Cane (Nar O Nay)                                                  | Saeed Ebrahimifar                 |
| 1989  | Un film sans nom (Za Sada Bez Dobrog Naslova)                                     | Srđan Karanović                   |
| 1988  | Travelling avant                                                                  | Jean-Charles Tacchella            |
| 1987  | Préserve moi, mon talisman (Храни меня, мой талисман, Khrani menia, moï talisman) | Roman Balaïan                     |
| 1986  | Yesterday                                                                         | Radosław Piwowarski               |
| 1985  | 1984                                                                              | Michael Radford                   |

### Compétition nationale[1]
| Année | Film                                                                                 | Réalisateur                                                         |
| ----- | ------------------------------------------------------------------------------------ | ------------------------------------------------------------------- |
| 2024  | Yurt                                                                                 | Nehir Tuna                                                          |
| 2023  | Kör Noktada                                                                          | Ayşe Polat                                                          |
| 2022  | Klondike                                                                             | Maryna Er Gorbach                                                   |
| 2021  | Beni Sevenler Listesi                                                                | Emre Erdoğdu                                                        |
| 2020  | Aşk, Büyü, vs.                                                                       | Ümit Ünal                                                           |
| 2019  | A Tale of Three Sisters (Kiz Kardesler)                                              | Emin Alper                                                          |
| 2018  | Borç                                                                                 | Vuslat Saraçoglu                                                    |
| 2017  | Yellow Heat (Sarı Sıcak)                                                             | Fikret Reyhan                                                       |
| 2016  | Dust Cloth (Toz Bezi)                                                                | Ahu Öztürk                                                          |
| 2014  | I Am Not Him (Ben O Değilim)                                                         | Tayfun Pirselimoğlu                                                 |
| 2013  | Thou Gild'st The Even                                                                | Onur Ünlü                                                           |
| 2012  | Tepenin Ardı                                                                         | Emin Alper                                                          |
| 2011  | Saç                                                                                  | Tayfun Pirselimoğlu                                                 |
| 2010  | Vavien                                                                               | Yağmur Taylan, Durul Taylan                                         |
| 2009  | Men on the Bridge (Köprüdekiler)                                                     | Aslı Özge                                                           |
| 2008  | Summer Book (Tatil Kitabı)                                                           | Seyfi Teoman                                                        |
| 2007  | İklimler (Climates)                                                                  | Nuri Bilge Ceylan                                                   |
| 2006  | Beş Vakit (Times and Winds)                                                          | Reha Erdem                                                          |
| 2005  | Anlat İstanbul (İstanbul Tales)                                                      | Ümit Ünal, Kudret Sabancı, Selim Demirdelen, Yücel Yolcu, Ömür Atay |
| 2004  | Karpuz Kapuğundan Gemiler Yapmak (Boats Out of Watermelon Rinds)                     | Ahmet Uluçay                                                        |
| 2003  | Uzak (Distant)                                                                       | Nuri Bilge Ceylan                                                   |
| 2002  | 9                                                                                    | Ümit Ünal                                                           |
| 2001  | Dar Alanda Kısa Paslaşmalar (Offside) Herkes Kendi Evinde (Away From Home)           | Serdar Akar Semih Kaplanoğlu                                        |
| 2000  | Mayıs Sıkıntısı (Clouds of May)                                                      | Nuri Bilge Ceylan                                                   |
| 1999  | Güneşe Yolculuk (Journey to the Sun)                                                 | Yeşim Ustaoğlu                                                      |
| 1998  | Masumiyet (Innocence)                                                                | Zeki Demirkubuz                                                     |
| 1997  | Akrebin Yolculuğu (Journey of the Clock-hand)"                                       | Ömer Kavur                                                          |
| 1996  | 80.Adım (The 80th Step)                                                              | Tomris Giritlioğlu                                                  |
| 1995  | İz (Traces)                                                                          | Yeşim Ustaoğlu                                                      |
| 1994  | Bir Sonbahar Hikayesi (An Autumn Story)                                              | Yavuz Özkan                                                         |
| 1993  | İki Kadın (Two Women)                                                                | Yavuz Özkan                                                         |
| 1992  | Gizli Yüz (Secret Face)                                                              | Ömer Kavur                                                          |
| 1991  | Camdan Kalp (A Heart of Glass)                                                       | Fehmi Yaşar                                                         |
| 1990  | Karartma Geceleri (Blackout Nights)                                                  | Yusuf Kurçenli                                                      |
| 1989  | Uçurtmayı Vurmasınlar (Don't Let Them Shoot the Kite)                                | Tunç Başaran                                                        |
| 1988  | Biri ve Diğerleri (One and the Others)                                               | Tunç Başaran                                                        |
| 1987  | Anayurt Oteli (Motherland Hotel)                                                     | Ömer Kavur                                                          |
| 1986  | Züğürt Ağa (the Agha) Amansız Yol (Desperate Road) Adı Vasfiye (Her Name Is Vasfiye) | Nesli Çölgeçen Ömer Kavur Atıf Yılmaz                               |
| 1985  | Bir Yudum Sevgi (A Sip of Love)                                                      | Atıf Yılmaz                                                         |

## Jury des longs métrages en compétition internationale
- - 32e édition (2013) :
- Peter Weir (Président du jury)
- Mark Adams
- Sébastian Lelio
- Simin Fatemah Motamed Arya
- Małgorzata Szumowska
  - 33e édition (2014) :
- Asghar Farhadi (Président du jury)
- Defne Halman
- Philippe Le Guay
- Lynda Myles
- Răzvan Rădulescu
  - 34e édition (2015) :
- Rolf de Heer (Président du jury)
- Bence Fliegauf
- Cédomir Kolar
- George Ovashvili
- Melisa Sözen
  - 35e édition (2016) :
- Ewa Puszczynka (Présidente du jury) (rôle initialement donné au réalisateur argentin Pablo Trapero)
- Melisa Sözen
- Lior Ashkenazy
- Ali Kazma
  - 36e édition (2017) :
- Reha Erdem (Président du jury)
- Katayoun Shahabi
- Syllas Tzoumerkas
- Gabe Klinger
- Boyd Van Hoeij
  - 37e édition (2018) :
- João Pedro Rodrigues (Président du jury)
- Marcelo Martinessi
- Tiina Lokk
- Angeliki Papoulia
- Pivio
  - 38e édition (2019) :
- Lynne Ramsay (Présidente du jury)
- Philippe Lesage
- Damla Sönmez
- Moe Dunford
- Matthijs Wouter Knol
  - 39e édition (2020) :
- Radu Jude
- Numan Acar
- Katia Goulioni
- Mahnaz Mohammadi
- Fabrizio Maltese

## Visiteurs
Liste non exhaustive des personnalités venues au festival d'Istanbul depuis 1982  : 
| - Acteurs - Stefano Accorsi - Tarık Akan - Filiz Akın - Ambra Angiolini - Müjde Ar - Asia Argento - Cüneyt Arkın - Sabine Azéma - Romane Bohringer - Valentina Cervi - Meltem Cumbul - Charles Dance - Ninetto Davoli - Catherine Deneuve - Gérard Depardieu - Hannelore Elsner - Fatma Girik - Bedia Muvahhit - Mehmet Günsür - Irm Hermann - Lee Kang-sheng - Harvey Keitel - Udo Kier - Denis Lavant - Jeanne Moreau - Zuhal Olcay - Greta Scacchi - Hale Soygazi - Serra Yılmaz - Sophia Loren - Burak Özyılmaz - Şener Şen - Türkan Şoray - Réalisateurs - Kutluğ Ataman - Neil Armfield - Mani Haghighi - Bernardo Bertolucci - Paul Schrader - Tsai Ming-liang - Park Chan-wook |  | - - Dagur Kári - Michael Radford - Ferzan Özpetek - Bahman Ghobadi - Tom DiCillo - Neil Jordan - Jane Campion - Claire Denis - Alain Robbe-Grillet - Sally Potter - Bertrand Tavernier - Vittorio De Seta - Jean-Marc Vallée - James Longley - Jean-Paul Rappeneau - Don Letts - Otar Iosseliani - Carlos Saura - Nanni Moretti - Theo Angelopoulos - Chantal Akerman - Paul Cox - Abbas Kiarostami - Jerry Schatzberg - Bertrand Blier - Don McKellar - Carlos Sorín - Youssef Chahine - Sergei Gerasimov - Károly Makk - Emir Kusturica - André Delvaux - John Boorman - Ömer Lütfi Akad - Elia Kazan - Jean-Charles Tacchella - Nikita Mikhalkov - Krzysztof Kieślowski - Catherine Breillat - Manuel Gutiérrez Aragón |  | - - Sergei Paradjanov - Bernardo Bertolucci - Hugh Hudson - Jafar Panahi - Bahram Beyzai - Ken Russell - Fatih Akın - Mrinal Sen - Bruno Dumont - Nana Djordjadze - Shaji N. Karun - Marzieh Meshkini - Ventura Pons - Roger Corman - Vittorio Taviani - István Szabó - Miklós Jancsó - Reinhard Hauff - Krzysztof Kieślowski - Fernando Solanas - Gillo Pontecorvo - Chingiz Aitmatov - Andrei Konchalovsky - Arturo Ripstein - Arthur Penn - Nagisa Oshima - Claude Miller - Ettore Scola - Robert Wise - Margarethe von Trotta - Michelangelo Antonioni - Peter Greenaway - Claude Sautet - Jiří Menzel - Stephen Frears - Jim Sheridan - Christopher Hampton - Francesco Rosi - Gus Van Sant |